# 182 Elsa
182 Elsa eller 1948 XS är en asteroid i asteroidbältet, upptäckt 7 februari 1878 av den österrikiske astronomen Johann Palisa i Puula, Kroatien. Namnets ursprung är osäkert, men kan komma från operan Lohengrin[källa behövs].